# Facundo Torres
Facundo Daniel Torres Pérez (Montevideo, 13 april 2000) is een Uruguayans voetballer die doorgaans speelt als vleugelspeler. In januari 2025 verruilde hij Orlando City voor Palmeiras. Torres maakte in 2021 zijn debuut in het Uruguayaans voetbalelftal.

## Clubcarrière
Torres speelde vanaf zijn tiende levensjaar in de jeugdopleiding van Peñarol. Hier mocht hij in 2018 al eens op de bank zitten bij het eerste elftal maar zijn debuut volgde een jaar later, op 16 augustus 2020. Op die dag werd gespeeld tegen Boston River. Coach Diego Forlán liet hem op de reservebank beginnen en hij mocht vervolgens in de rust invallen voor Matías de los Santos. Binnen zes minuten na zijn invalbeurt opende hij daarna de score. Door een treffer van David Terans werd de wedstrijd met 2–0 gewonnen. Tijdens zijn debuutseizoen in het eerste elftal speelde hij vierendertig competitiewedstrijden, waarvan achtentwintig als basisspeler, en hij kwam tot vijf doelpunten. Het jaar erop haalde hij met Peñarol de halve finales van de Copa Sudamericana, waarin de latere winnaar Athlético Paranaense te sterk was. Wel lukte het de club om Uruguayaans landskampioen te worden. Torres kwam tot zes competitiedoelpunten in twintig optredens.
In januari 2022 verkaste Torres voor een bedrag van circa 6,8 miljoen euro naar Orlando City, waar hij zijn handtekening zette onder een verbintenis voor de duur van vier seizoenen, met een optie op een jaar extra. Met deze overgang werd de Uruguayaan de duurste aankoop uit de clubgeschiedenis. In september 2022 maakte hij in de finale van de US Open Cup twee doelpunten tegen Sacramento Republic en door een treffer van Benji Michel werd de eindstrijd uiteindelijk met 3–0 gewonnen. Nadat Torres zijn eerste seizoen in de Major League Soccer afsloot met negen competitiedoelpunten, kwam hij de jaargang erop tot veertien goals. Dit was de eerste keer dat hij meer dan tien competitietreffers in een jaar maakte. In januari 2024 werd de verbintenis van Torres opengebroken en verlengd tot eind 2026, met een optie op twee seizoenen extra.
Tijdens zijn tweede en derde seizoen bij Orlando City kwam Torres telkens tot meer dan tien competitiedoelpunten. Hierop werd hij in januari 2025 voor een bedrag van circa elfenhalf miljoen euro overgenomen door Palmeiras, wat hem een contract voor vijf jaar gaf. Met deze overgang werd hij de duurste uitgaande transfer in de geschiedenis van Orlando City.

## Clubstatistieken
| Seizoen | Club         | Competitie          | Competitie | Competitie | Beker | Beker | Internationaal | Internationaal | Totaal | Totaal |
| Seizoen | Club         | Competitie          | Wed.       | Dlp.       | Wed.  | Dlp.  | Wed.           | Dlp.           | Wed.   | Dlp.   |
| ------- | ------------ | ------------------- | ---------- | ---------- | ----- | ----- | -------------- | -------------- | ------ | ------ |
| 2020    | Peñarol      | Primera División    | 32         | 5          | 0     | 0     | 6              | 1              | 38     | 6      |
| 2021    | Peñarol      | Primera División    | 20         | 6          | 0     | 0     | 13             | 4              | 33     | 10     |
| 2022    | Orlando City | Major League Soccer | 34         | 9          | 6     | 4     | —              | —              | 40     | 13     |
| 2023    | Orlando City | Major League Soccer | 33         | 14         | 1     | 0     | 5              | 0              | 39     | 14     |
| 2024    | Orlando City | Major League Soccer | 37         | 16         | 0     | 0     | 7              | 4              | 44     | 20     |
| 2025    | Palmeiras    | Série A             | 0          | 0          | 0     | 0     | 0              | 0              | 0      | 0      |
| Totaal  | Totaal       | Totaal              | 156        | 50         | 7     | 4     | 31             | 9              | 194    | 63     |

Bijgewerkt op 7 januari 2025.

## Interlandcarrière
Torres maakte zijn debuut in het Uruguayaans voetbalelftal op 3 juni 2021, toen in een kwalificatiewedstrijd voor het WK 2022 met 0–0 gelijkgespeeld werd tegen Paraguay. Torres moest van bondscoach Oscar Tabárez op de reservebank beginnen en hij mocht in de zesenzestigste minuut invallen voor Jonathan Rodríguez. Een week na zijn debuut werd Torres door Tabárez opgenomen in de selectie van Uruguay voor de Copa América 2021. Tijdens het toernooi haalde Uruguay de kwartfinales, waarin Colombia na strafschoppen te sterk was. Torres deed aan alle vijf wedstrijden als invaller mee. Zijn toenmalige teamgenoot Giovanni González (eveneens Uruguay) was ook actief op het toernooi.
In november 2022 nam bondscoach Diego Alonso Torres op in zijn selectie voor het WK 2022. Uruguay werd op het WK in de groepsfase uitgeschakeld en Torres kwam niet in actie. Zijn eerste doelpunt in de nationale ploeg maakte hij op 20 juni 2023, tijdens een vriendschappelijke wedstrijd tegen Cuba. In de zevenentwintigste minuut opende hij de score uit een benutte strafschop, waarna Maximiliano Araújo in de tweede helft de uitslag bepaalde op 2–0.
| Interlands van Facundo Torres voor Uruguay | Interlands van Facundo Torres voor Uruguay | Interlands van Facundo Torres voor Uruguay | Interlands van Facundo Torres voor Uruguay | Interlands van Facundo Torres voor Uruguay | Interlands van Facundo Torres voor Uruguay | Interlands van Facundo Torres voor Uruguay |
| №                                          | Datum                                      | Wedstrijd                                  | Uitslag                                    | Competitie                                 | Goals                                      |                                            |
| Als speler bij Peñarol                     | Als speler bij Peñarol                     | Als speler bij Peñarol                     | Als speler bij Peñarol                     | Als speler bij Peñarol                     | Als speler bij Peñarol                     | Als speler bij Peñarol                     |
| ------------------------------------------ | ------------------------------------------ | ------------------------------------------ | ------------------------------------------ | ------------------------------------------ | ------------------------------------------ | ------------------------------------------ |
| 1                                          | 3 juni 2021                                | Uruguay – Paraguay                         | 0 – 0                                      | WK 2022 kwalificatie                       |                                            |                                            |
| 2                                          | 8 juni 2021                                | Venezuela – Uruguay                        | 0 – 0                                      | WK 2022 kwalificatie                       |                                            |                                            |
| 3                                          | 18 juni 2021                               | Argentinië – Uruguay                       | 1 – 0                                      | Copa América 2021                          |                                            |                                            |
| 4                                          | 21 juni 2021                               | Uruguay – Chili                            | 1 – 1                                      | Copa América 2021                          |                                            |                                            |
| 5                                          | 24 juni 2021                               | Bolivia – Uruguay                          | 0 – 2                                      | Copa América 2021                          |                                            |                                            |
| 6                                          | 28 juni 2021                               | Uruguay – Paraguay                         | 1 – 0                                      | Copa América 2021                          |                                            |                                            |
| 7                                          | 3 juli 2021                                | Uruguay – Colombia                         | 0 – 0 (2 – 4 n.s.)                         | Copa América 2021                          |                                            |                                            |
| 8                                          | 14 oktober 2021                            | Brazilië – Uruguay                         | 4 – 1                                      | WK 2022 kwalificatie                       |                                            |                                            |
| 9                                          | 12 november 2021                           | Uruguay – Argentinië                       | 0 – 1                                      | WK 2022 kwalificatie                       |                                            |                                            |
| 10                                         | 16 november 2021                           | Bolivia – Uruguay                          | 3 – 0                                      | WK 2022 kwalificatie                       |                                            |                                            |
| Als speler bij Orlando City                |                                            |                                            |                                            |                                            |                                            |                                            |
| 11                                         | 24 maart 2023                              | Japan – Uruguay                            | 1 – 1                                      | Vriendschappelijk                          |                                            |                                            |
| 12                                         | 28 maart 2023                              | Zuid-Korea – Uruguay                       | 1 – 2                                      | Vriendschappelijk                          |                                            |                                            |
| 13                                         | 20 juni 2023                               | Uruguay – Cuba                             | 2 – 0                                      | Vriendschappelijk                          | 27' (pen.)                                 |                                            |
| 14                                         | 12 oktober 2023                            | Ecuador – Uruguay                          | 2 – 1                                      | WK 2026 kwalificatie                       |                                            |                                            |
| 15                                         | 21 november 2023                           | Uruguay – Bolivia                          | 3 – 0                                      | WK 2026 kwalificatie                       |                                            |                                            |
| 16                                         | 5 juni 2024                                | Mexico – Uruguay                           | 0 – 4                                      | Vriendschappelijk                          |                                            |                                            |
| 17                                         | 6 september 2024                           | Uruguay – Paraguay                         | 0 – 0                                      | WK 2026 kwalificatie                       |                                            |                                            |
| 18                                         | 10 september 2024                          | Venezuela – Uruguay                        | 0 – 0                                      | WK 2026 kwalificatie                       |                                            |                                            |

Bijgewerkt op 7 januari 2025.

## Erelijst
| Competitie       |         |         |         |         |
| Competitie       | Aantal  | Jaren   |         |         |
| Peñarol          | Peñarol | Peñarol | Peñarol | Peñarol |
| ---------------- | ------- | ------- | ------- | ------- |
| Primera División | 1       | 2021    |         |         |
| Orlando City     |         |         |         |         |
| US Open Cup      | 1       | 2022    |         |         |